# Плодове (Новоорський район)
Плодо́ве (рос. Плодовое) — село у складі Новорського району Оренбурзької області, Росія.
Стара назва — Плодовий.

## Населення
Населення — 83 особи (2010; 91 у 2002).
Національний склад (станом на 2002 рік):
- росіяни — 68 %